# 풋릇란팔라이
풋릇란팔라이(태국어: พุทธเลิศหล้านภาลัย, Rama II, 1766년 2월 26일~1824년 7월 21일)는 태국의 짜끄리 왕조의 두 번째 군주이다. 라마 2세로 정식 명칭은 프라밧솜뎃 프라보롬랏퐁셋 마헤수아순톤 프라풋릇란팔라이(태국어: พระบาทสมเด็จพระบรมราชพงษเชษฐมเหศวรสุนทร พระพุทธเลิศหล้านภาลัย)이며, 줄여서 ‘붓다 르뜰라 납할라이’라고 한다. 재위 시기는 1809-1824이다.
라마 1세의 아들로 아명을 ‘침’이라고 했다. 침은 1782년 라마 1세가 즉위 하면서 "이사라순돈"이라는 이름을 주었다. 그 후 태국의 불교 전통에 따라 출가를 했다. 1806년의 부왕의 죽음으로 자신이 부왕이 되었고, 왕태자가 되었다. 1809년에 라마 1세가 붕어하자 왕으로 즉위하였다. 치세의 전반기에는 버마가 공격해 왔지만, 후반기에는 버마가 영국에 점령되어서 공격당하지 않았기 때문에, 국내의 정비 등을 실시했다.
문학 방면의 공적은 크지만, 분나크 가문에 내정을 맡기고 있었을 뿐이므로, 정치적으로는 별로 실권을 가지지 못했다.

## 가족 관계

### 조부모와 부모
- 조부 : 텅디상왕
- 조모 : 욕상왕후
- 부친 : 시암 라마 1세국왕
- 모친 : 아마린트라왕후

### 남동생
1. ?왕자
2. 세나누락부왕

### 여동생
1. ?공주
2. 씸야이공주 – 딱신 후궁
3. 스리순털탭공여 잼공주
4. ?공주
5. ?공주
6. 텝파야와디공여 으앙공주

### 왕후
1. 스리수리앤트라왕후 – 라마 2세 사촌
2. 꾼톨팁파야와디공주 – 라마 2세 이복자매
3. 스리수라라이대후 – 싱커라 수라이만 차국왕 자손

### 후궁
1. 시후궁
2. 수안후궁
3. 잼야이후궁
4. 헴야이후궁
5. 시라후궁
6. 산후궁
7. 크룻후궁
8. 무앙야이후궁
9. 님후궁
10. 켓후궁
11. 인후궁
12. 헴렉후궁
13. 찹후궁
14. 쁘랑후궁
15. 분낙후궁
16. 텅유후궁
17. 무앙처후궁
18. 온후궁
19. 분마후궁
20. 너이후궁
21. 탑팀후궁
22. 너이라낫후궁
23. 리앙후궁
24. 쁘랑야이후궁
25. 파와후궁
26. 텅디후궁
27. 크람후궁
28. 룩잔야이후궁
29. 누진후궁
30. 핌후궁
31. 엠후궁
32. 암파후궁
33. 누안후궁
34. 품후궁
35. 룩잔후궁
36. 얨후궁
37. 룩잔렉후궁 – 루앙프라방 왕실
38. 암판후궁
39. 이순후궁
40. 픙후궁
41. 생후궁
42. 님후궁
43. 품후궁
44. 텅캄후궁
45. 탑후궁
46. 너이후궁
47. 너이프라생후궁
48. 너이야이후궁 – 딱신 손녀
49. 프랍후궁
50. 홍후궁
51. 임후궁
52. 집후궁
53. 사라이후궁
54. 부아텅후궁
55. 쁘랑후궁

### 왕자
- 장남 : ?대군 (1786년 ~ ?)
- 차남 : 제싸다보딘공 탑대군 (1788년 ~ 1851년) – 제3대 국왕 라마 3세
- 3남 : 순털티버디공 크루이마이대군 (1791년 ~ 1831년)
- 4남 : 담대군 (1792년 ~ 1793년)
- 5남 : 쿠수마대군 (1792년 ~ 1842년) – 셉순털공
- 6남 : 뎃아디설공 망대군 (1793년 ~ 1859년) – 데차디설공
- 7남 : 피핏포카푸벤공 파놈완대군 (1794년 ~ 1856년) – 삭디폰라셉부왕
- 8남 : ?대군 (1795년 ~ ?)
- 9남 : 쿤천대군 (1798년 ~ 1863년) – 피탁테웻공
- 10남 : 넷대군 (1798년 ~ 1832년)
- 11남 : 콤픗대군 (1799년 ~ ?)
- 12남 : 레누대군 (1799년 ~ ?)
- 13남 : 암파이대군 (1799년 ~ 1846년)
- 14남 : 암펄대군 (1799년 ~ ?)
- 15남 : 니암대군 (1800년 ~ 1824년)
- 16남 : ?대군 (1800년 ~ ?)
- 17남 : 캇띠야웡대군 (1801년 ~ ?)
- 18남 : 틴나껄대군 (1801년 ~ 1856년) – 푸와넷나린타라릿공
- 19남 : 라차꾸말왕자 (1802년 ~ 1802년)
- 20남 : 파이툴대군 (1802년 ~ 1848년) – 사닛나렌공
- 21남 : ?대군 (1802년 ~ 1803년)
- 22남 : 또대군 (1803년 ~ 1861년) – 마히사와린타라마렛공
- 23남 : 몽꿋왕자 (1804년 ~ 1868년) – 제4대 국왕 라마 4세
- 24남 : 크랑대군 (1805년 ~ 1877년) – 테웻왓차린공
- 25남 : 춤생대군 (1805년 ~ 1861년) – 삽파실쁘라차공
- 26남 : 누암대군 (1808년 ~ 1871년) – 웡사티랏사닛공
- 27남 : 주타마니왕자 (1808년 ~ 1866년) – 삔크라오이왕
- 28남 : 머라꼿대군 (1808년 ~ 1856년) – 사팃사타펄공
- 29남 : 캇띠야대군 (1809년 ~ 1873년) – 타월워라욧공
- 30남 : 닌라랏대군 (1811년 ~ 1867년) – 아롱꼿낏쁘리차공
- 31남 : 아룬웡대군 (1812년 ~ 1888년) – 워라삭디피살공
- 32남 : 캇띠야대군 (1814년 ~ 1872년) – 푸발버리락공
- 33남 : 아펄왕자 (1816년 ~ 1848년)
- 34남 : 쁘라못대군 (1816년 ~ 1872년) – 워라작타라누팝공
- 35남 : 나우대군 (1817년 ~ ?)
- 36남 : 께율대군 (1818년 ~ 1854년)
- 37남 : 마하마라왕자 (1819년 ~ 1886년) – 밤랍뻐라빡공
- 38남 : 삐우왕자 (1822년 ~ 1840년)

### 왕녀
- 장녀 : 작카잔옹주 (1785년 ~ ?)
- 차녀 : 람푸옹주 (1789년 ~ 1846년) – 카라야순털공여
- 3녀 : 탑팀옹주 (1789년 ~ 1839년)
- 4녀 : 이순옹주 (1790년 ~ 1869년)
- 5녀 : 뻠옹주 (1790년 ~ 1793년)
- 6녀 : 붑파옹주 (1791년 ~ 1821년)
- 7녀 : 웡옹주 (1791년 ~ 1843년)
- 8녀 : 뿍옹주 (1792년 ~ 1873년)
- 9녀 : ?옹주 (1793년 ~ ?)
- 10녀 : 솜진옹주 (1793년 ~ 1865년)
- 11녀 : 룬옹주 (1795년 ~ 1833년)
- 12녀 : 야이옹주 (1795년 ~ 1863년)
- 13녀 : 프랍옹주 (1797년 ~ 1891년)
- 14녀 : 상왈옹주 (1798년 ~ 1843년)
- 15녀 : 수크롬옹주 (1799년 ~ ?)
- 16녀 : 너이옹주 (1800년 ~ ?)
- 17녀 : 쁘라파옹주 (1800년 ~ 1847년)
- 18녀 : 롯사콘옹주 (1801년 ~ ?)
- 19녀 : ?옹주 (1803년 ~ ?)
- 20녀 : 인타닌옹주 (1804년 ~ 1872년)
- 21녀 : ?옹주 (1806년 ~ 1806년)
- 22녀 : ?옹주 (1806년 ~ 1806년)
- 23녀 : 사이사멀옹주 (1808년 ~ 1871년)
- 24녀 : 두앙잔옹주 (1809년 ~ ?)
- 25녀 : 님누알옹주 (1811년 ~ ?)
- 26녀 : ?옹주 (1811년 ~ 1811년)
- 27녀 : ?옹주 (1811년 ~ 1811년)
- 28녀 : 판생옹주 (1816년 ~ ?)
- 29녀 : 소파옹주 (1819년 ~ 1821년)
- 30녀 : ?공주 (1820년 ~ ?)
- 31녀 : 깐타옹주 (1821년 ~ 1852년)
- 32녀 : 마라얏옹주 (1823년 ~ ?)
- 33녀 : 깐라야니옹주 (1823년 ~ 1825년)
- 34녀 : 맨키안옹주 (1823년 ~ 1913년)
- 35녀 : 까닛타너이나리옹주 (1824년 ~ 1863년)

## 같이 보기
- 차크리 왕조

| 전임 라마 1세 | 제2대 태국의 왕 1809년-1824년 | 후임 라마 3세 |